# Pomeriggio Cinque Estate
Pomeriggio Cinque Estate è stato un programma televisivo italiano e spin-off estivo di Pomeriggio Cinque di genere talk show, rotocalco, contenitore e costume, ideato da Massimo Donelli, andato in onda su Canale 5 dal 6 giugno al 22 luglio 2011 con la conduzione di Barbara D'Urso. Il programma veniva trasmesso in diretta nel periodo estivo, dal lunedì al venerdì dalle ore 16:55 alle 18:50, dallo studio 10 del Centro di produzione Mediaset di Cologno Monzese.

## Il programma
Il programma, nato da un'idea di Massimo Donelli come spin-off estivo di Pomeriggio Cinque (in onda su Canale 5 dal 1º settembre 2008) e come rotocalco di approfondimento quotidiano in onda dal lunedì al venerdì nella fascia pomeridiana di Canale 5, era stato realizzato dalla testata giornalistica italiana Videonews e trattava le vicende legate all'attualità, alla cronaca, alla politica, all'economia, alla società, allo spettacolo e al gossip, con l'ausilio di servizi, della corrispondenza degli inviati e della presenza di ospiti e opinionisti in studio e in collegamento, pronti ad intervenire sulle varie tematiche.

### Studi televisivi
| Studio televisivo                                              | Edizioni | Totale |
| Studio televisivo                                              | 1ª       | Totale |
| -------------------------------------------------------------- | -------- | ------ |
| Studio 10 del Centro di produzione Mediaset di Cologno Monzese |          | 1      |

## Edizioni
| Edizione | Anno | Conduzione     | Periodo       | Periodo        | Puntate | Regia            | Studio                                                         |
| Edizione | Anno | Conduzione     | Inizio        | Fine           | Puntate | Regia            | Studio                                                         |
| -------- | ---- | -------------- | ------------- | -------------- | ------- | ---------------- | -------------------------------------------------------------- |
| 1ª       | 2011 | Barbara D'Urso | 6 giugno 2011 | 22 luglio 2011 | 35      | Paolo Riccadonna | Studio 10 del Centro di produzione Mediaset di Cologno Monzese |

### Prima edizione (2011)
La prima ed unica edizione di Pomeriggio Cinque Estate, con la conduzione di Barbara D'Urso, è andata in onda dal 6 giugno al 22 luglio 2011, dal lunedì al venerdì dalle 16:55 alle 18:50, in diretta dallo studio 10 del Centro di produzione Mediaset di Cologno Monzese.

## Programmazione
| Edizione | Rete televisiva | Anno | Stagione         | Orario      | Durata  | Programmazione | Programmazione | Programmazione | Programmazione | Programmazione | Programmazione | Programmazione | Collocazione |
| Edizione | Rete televisiva | Anno | Stagione         | Orario      | Durata  | L              | M              | M              | G              | V              | S              | D              | Collocazione |
| -------- | --------------- | ---- | ---------------- | ----------- | ------- | -------------- | -------------- | -------------- | -------------- | -------------- | -------------- | -------------- | ------------ |
| 1ª       | Canale 5        | 2011 | primavera-estate | 16:55-18:50 | 115 min |                |                |                |                |                |                |                | Day-time     |